# Michael Sazarin

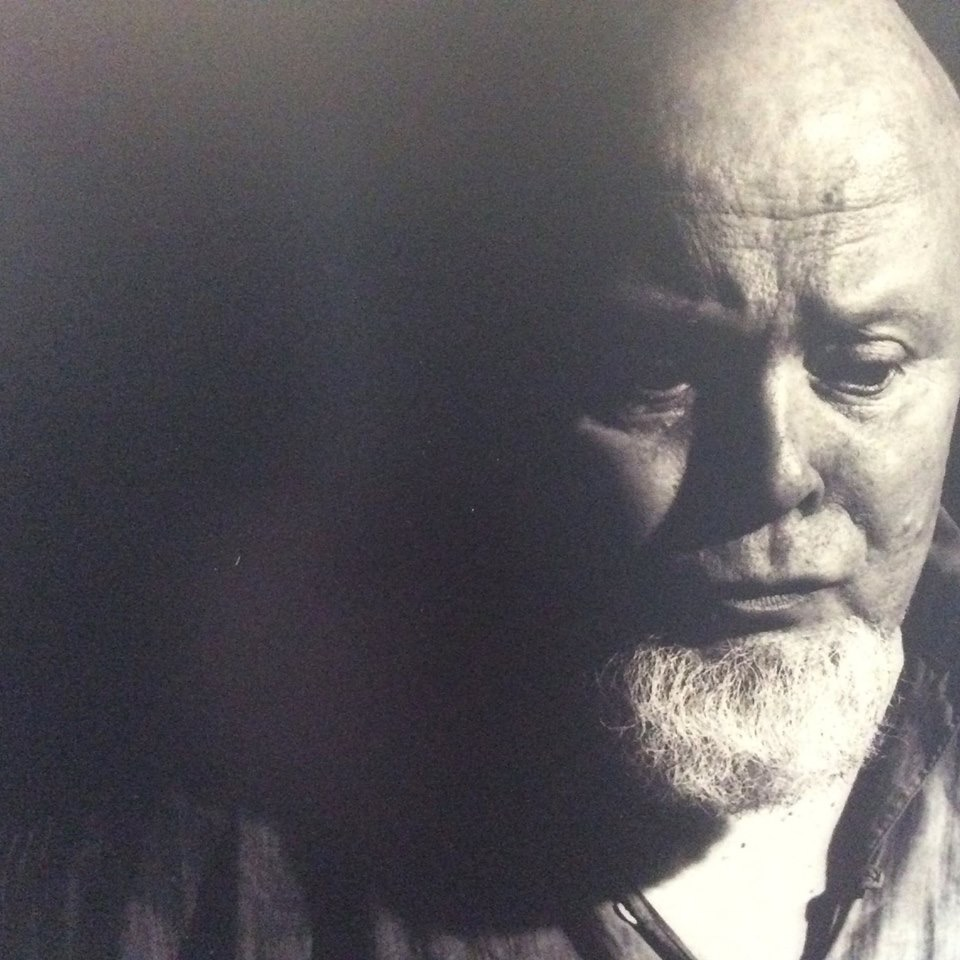

Michael Sazarin (* 2. Oktober 1943 in Danzig; † 7. November 2023) war ein deutscher Künstler. Sein Werk umfasst Malerei, Radierungen, Collagen und Materialarbeiten. Michael Sazarin lebte und arbeitete in Hamburg-St. Georg.

## Leben
Sazarin wurde als Sohn der russischen Tänzerin und Schauspielerin Maria Sazarina 1943 in Danzig geboren.
Von 1943 bis 1945 lebte er mit seiner Mutter auf dem Gut seines Patenonkels Max Schmeling in Ostpreußen. 1945 flohen seine Eltern mit dem Kind nach Hamburg. Mit 16 Jahren lernte er den Tischlerberuf bei Blohm & Voss. 1962 wanderte Sazarin die USA aus. Er jobbte in unterschiedlichen Berufen und war in der US Army. 1969 kehrte er nach Deutschland zurück, um autodidaktisch Literatur und Kunstgeschichte zu studieren. 1971 begann Sazarin mit ersten Zeichnungen. 1981 zog Sazarin in das Haus für Kunst & Handwerk und lebte seither als freischaffender Künstler.

## Werk
Das Werk Sazarins umfasst neben der Malerei auch Zeichnungen, Radierungen, Rost- und Materialarbeiten. Aus der figürlichen Zeichnung kommend, wurden seine Arbeiten im Lauf der Zeit zunehmend abstrakter. So deutete er oft Körper und Porträts nur an. Während des Malens und aus Farbschüttungen entstanden zufällige Strukturen, mit denen der Künstler anschließend weiterarbeitete.
Beeinflusst wurde Sazarin unter anderem von der japanischen Zen-Philosophie und dem Taoismus Lao-Tses.
Bezeichnend für seine Werke ist zudem eine mehrschichtige Struktur. Diese erreichte er unter anderem durch die Verwendung von Erde, Sand, Zement und spiegelnden Lasuren. Dabei dominieren die Farben Schwarz, Weiß und Rot. Im Gespräch mit dem Autor Peter Schütt äußerte Sazarin sich folgendermaßen: „Das Bild malt sich selbst. Es kommt auf mich, es fließt durch mich hindurch, es erscheint mir vor meinem inneren Auge und springt von dort direkt auf die Leinwand.“ 
Das Gesamtwerk Sazarins umfasst ca. 500 großformatige Gemälde und rund 1.000 Zeichnungen.

## Einzelausstellungen (Auswahl)
- 1978: Kunsthaus Hamburg
- 1979: Galerie L., Hamburg
- 1980: Galerie Metzner, Hamburg
- 1983: Galerie Bollhagen, Worpswede
- 1984: Ernst-Deutsch-Theater, anlässlich der Aufführung von „Montserrat“
- 1996: Sankt-Jacobi-Kirche (Südschiff), Hamburg
- 2000–06: Galerie Curare, Hamburg
- 2007: Projekthaus Altona, Hamburg
- 2007: Galerie Anne Moerchen, Hamburg
- 2008: Galerie Puncto, Wien
- 2010: Galerie Anne Moerchen, Hamburg
- 2011: Museumsschiff „Cap San Diego“ im Hamburger Hafen
- 2012: Galerie auf Zeit, Wismar
- 2014: Artgeschoss, Wolfenbüttel
- 2015: Ausstellung im eigenen Atelier
- 2016: Ausstellung im eigenen Atelier
- 2017: Ausstellung im eigenen Atelier
- 2018: Grace Denker Gallery – Urknall und Stille, Hamburg

Internationale Ausstellungen
- 1985: Botschaft der Bundesrepublik Deutschland in Vatikanstadt
- 2008: Galerie Puncto, Wien
- 2012: Art Madrid / Spanien
- 2012: Art Beijing / China
- 2012: Shanghai Art Fair / China